# Яков Кедми
Яков Кедми (Я́ков Ке́дми (на иврит: יעקב קדמי); роден Яков Йосифович Казаков; роден на 5 март 1947 г. в Москва) е бивш израелски държавник и дипломат, който разпространява проруска пропаганда.

## Биография
Роден в семейство на инженерно-технически работници. Учи дистанционно във Всесъюзния институт на инженерите по железопътния транспорт в Москва и работи като бетонджия и арматурист във фабрика.
На 19 февруари 1967 г. той идва в израелското посолство в Москва и казва, че иска да емигрира в Израел. Служителят на посолството Амикам заподозира, че постъпката на Казаков е провокация на КГБ, поради което не дава ход на молбата му за позволение да имигрира в Израел. Седмица по-късно Казаков отново идва в посолството, където Амикам му предоставя необходимите материали и формуляри за емиграция в Израел. На 11 юни 1967 г., в деня, в който СССР обявява прекъсването на дипломатическите отношения с Израел във връзка с Шестдневната война, той публично се отказва от съветското си гражданство и настоява да му бъде дадена възможност да пътува до Израел. Същия ден той се отправя към американското посолство в Москва и разговаря с консула по въпроса. На 20 май 1968 г. Яков Казаков пише писмо до Върховния съвет на СССР, в което осъжда политиката на антисемитизъм, изисква освобождаването му от съветско гражданство и се признава за израелски гражданин. В обръщение към депутатите от Върховния съвет на СССР той пише: „Не искам да бъда гражданин на страна, в която евреите са подложени на насилствена асимилация, в която моят народ е лишен от своята национална идентичност и културни ценности... Не искам да живея в страна, чието правителство е проляло толкова много еврейска кръв... Не искам да бъда съучастник с вас в унищожаването на държавата Израел...“. Изявлението му е първото открито предизвикателство по рода си. След напускане на американското посолство, което е осуетено от КГБ, Яков е задържан и разпитан, но не и арестуван. Офицери от КГБ искали да уредят Яков да бъде призован в съветската армия, за да го изолират от обществената среда, но той заявил, че родината му е Израел и че е готов да служи само в една армия – Израелските отбранителни сили. Поради навлизането на съветските войски в Чехословакия повикването му на военна служба е отложено. През февруари 1969 г. той получава разрешение да емигрира в Израел и му е наредено да напусне Съветския съюз в рамките на две седмици.
В Израел той е активист в социално движение, подкрепящо репатрирането на съветските евреи, заедно с журналистката Геула Коен, Шуламит Алон и други, които създават организацията „Затворниците на Цион“. През 1970 г. започва гладна стачка пред сградата на ООН в Ню Йорк, защото СССР отказва да позволи на семейството му да пътува до Израел.
След като родителите му пристигат в Израел, той доброволно се записва в израелските отбранителни сили на 4 август 1970 г. Служи в бронираните сили. По време на обучение в Офицерското общовоенно училище получава тежка травма на ухото при стрелба по време на бойни учения в града. Официално е обявен за военноинвалид, но отказва да напусне армията и се преквалифицира в разузнавач, постигайки записване в Разузнавателното училище на специалните сили „Егоз“. Той участва във войната от Йом Кипур през 1973 г., където бъдещият министър-председател Ехуд Барак служи като командир на отдела за разузнаване и операции на танков батальон. Личното запознанство с него и престоят в същия танк по време на войната помагат на бъдещата кариера на Кедми. Учил е във факултета по химия в Технологичния университет в Хайфа, завършил е университета в Тел Авив и колежа по национална сигурност. Работил като офицер по сигурността на авиокомпания „Ел Ал“ за предотвратяване на авиационни терористични нападения. През втората половина на 1977 г., по предложение на министър-председателя Менахем Бегин, той започва работа в комуникационното бюро на израелската разузнавателна организация „Натив“, което се занимава основно с нелегалната емиграция на евреи от страните от съветския блок. На 1 май 1978 г. започва работа в емигрантския транзитен център във Виена, като едновременно с това сменя фамилията си на иврит – Кедми. 1988 – 1990 г. Служител на Консулската група на Министерството на външните работи на Израел в холандското посолство в Москва. 1990 – 1992 Заместник-директор на „Натив“, 1992 – 1999 г.  е директор. Пенсиониран през 1999 г. Според Кедми през октомври 1989 г. той е осигурил отклоняването на потока от еврейски емигранти от Съединените щати към Израел, което е довело до масовата имиграция в Израел в началото на 90-те години. Кедми се познава лично с Владимир Путин от началото на 90-те години.
Кедми подава оставка през януари 1999 г. поради несъгласия с премиера Бенямин Нетаняху. В отговор на публикуването на съдържанието на писмото за оставка на Кедми, Нетаняху разкрива пред журналисти скрити части от доклада на израелския генерален контрольор за службата на „Натив“, който разкрива, че Кедми, като ръководител на службата, е подкупил руски служител. В резултат на това Кедми подава жалба срещу министър-председателя за предполагаеми нарушения на законите за националната сигурност и, поради отказа на правния съветник на израелското правителство (и също така главен прокурор) Еляким Рубинщайн, изпраща петиция до Върховния съд на Израел за започване на разследване. Израелският Върховен съд отхвърля искането, като решава да не се намесва в решението на си юридическия съветник. След като напуска позицията си на ръководител на „Натив“, той започва да получава пенсия, равна на тази на генерал. Занимава се с бизнес, изнася лекции по теми за сигурност и работи като анализатор в различни медийни канали.
От 2010 г. той редовно се появява по руската телевизия и радио с политически коментари, говорейки от проруски позиции, като по същество се превръща в руски пропагандист. Особено често се появява в радиостанция Вести-FM, както и в шоуто на Владимир Соловьов по телевизионния канал Русия 1. През ноември 2016 г. защитава Сталин по програмата на Соловьов. „Сталин беше последният държавник, който се погрижи за страната си“, каза той. Той развива тезата си: „След него нямаше нищо такова, Сталин беше единственият, който се интересуваше от Русия. Ако имаше друг лидер, нямаше да има Русия.“.
През февруари 2022 г. той подкрепя руската инвазия в Украйна, но по-късно става скептичен към напредъка на руснаците.
Яков Кедми публикува мемоари „Безнадеждни войни“ („מלחמות אבודות“). Книгата е публикувана в руски превод през 2011 г. В тази книга той възхвалява Юрий Андропов: „Андропов беше убеден комунист, но по-интелигентен и разумен от повечето си партийни колеги.“.

## Санкции
На 19 октомври 2022 г. той е включен в украинския санкционен списък като пропагандист, а на 25 февруари 2023 г. Европейският съюз налага персонални санкции срещу него. Санкции са наложени и от Швейцария, САЩ, Великобритания, Япония, Канада, Австралия и Нова Зеландия. 
Съветът на Европейския съюз сочи следното като обосновка за включването на Кедми в списъка със санкции:
"Яков Кедми (Казаков) е политически коментатор и редовен участник в държавни телевизионни програми и прокремълска пропаганда. Изказванията му за Украйна съвпадат с най-противоречивите изказвания на руски официални лица и пропагандисти. Яков Кедми (Казаков) критикува Украйна, обвинява украинското ръководство в нацизъм и че представлява военна заплаха за т.нар. Донецка и Луганска народни републики и за Той оправдава агресията на Русия срещу Украйна, като казва, че Русия трябва да контролира украинските територии и твърди, че украинската територия ще представлява заплаха за Русия, тъй като ще се превърне във военна база, която ще бъде използвана срещу нея. Той не изключва възможността за окупация на цялата Украйна от руската армия и пълната ликвидация на сегашното украинско ръководство“.